# J's Tipo
ジェイズ・ティーポ（J's Tipo）はかつて存在した日本の自動車雑誌。発売元はネコ・パブリッシング(編集はエディトリアル・クリッパー)。1992年に創刊され、2010年1月16日発売号をもって休刊となった。

## 概要
創刊は1992年（平成4年）7月、同じくネコ・パブリッシングが発行する自動車雑誌「ティーポ（Tipo）」の姉妹誌として発行された。「新旧日本車を刺激的に楽しむカー・マガジンを目指します」とし、誌名の「J's」が示すように日本車（Japanese cars）に関する話題や情報を取り扱っていた。一時の期間は月刊となっていたものの、創刊時、及び廃刊時ともに隔月刊であった。最終的な発刊形態は、奇数月26日の発売（書類上は奇数月1日発行）で、一冊定価が680円だった。
新車から旧車まで日本車のみを扱う雑誌であり、外国車は一切登場しなかった。創刊から156号までは、誰も実行しないであろう、無謀な企画などコミカルな路線をたどっていた。スカイラインGT-Rなどの有名車が特集となることもあったが、誰もが忘れてしまったような珍車、名車が取り上げられることもあった。

## 沿革
創刊号の表紙は、富士スピードウェイで撮影されたKPGC10型スカイラインGT-RとR32型スカイラインGT-Rであった。
- 1992年　創刊（隔月刊）
- 1993年　8号（9月号）より月刊化。
- 2001年　5月号をもって100号を迎えた。
- 2002年　8月号にて10周年を迎えた。
- 2006年　3月号（156号）から再び現在の奇数月発行に変更となる。その次の号から編集者が一新され、また、定価を改定し、590円から780円となる。
- 2008年 12月　軽自動車に特化した増刊号「K's Tipo」が発売される。
- 2009年　1月号（173号）から定価が改定され、780円から680円となる。
- 2010年　3月号（180号、1月16日発売）をもって休刊。

## 存在した連載
- 「コダワリ・ジェイズ・スタイル」
- 「ピットイン・ジェイズ・ガレージ」
- 「Spirits of J's」
- 「J's New Car Review/新車インプレッション」
- 「ニッポン自動車情報」
- 「New Car Information/新車フラッシュ」
- 「J's Event Review」
- 「シビックRワンメイクレース/目指せシビック・マイスター」
- 「ジェイズ流パーツ図鑑」
- 「ジェイズ商会」
- 「ジェイズ・ティーポ編集部　ホビダス支店」
- 「J'sラジコン同好会」
- 「J's TOOL REPORT」

## 存在した企画
- 「蘇れ!J'sブル社会復帰計画」 - 創刊号より開始。510型ブルーバードをレストアしていく過程をレポートし、完成時には「栄光の10000キロ 日本一周チャレンジラン」と題して全国を回った。
- 「俺達の24時間耐久in JAPAN」- 実際のル・マン24時間レースと同じ時間にスタートし、一般公道を24時間休みなく走らせたらどこまで行けるのかを検証する企画。結果は約2447kmだった。
- 「真冬にオープンカー」- 冬に幌全開でS2000、ロードスター、MR-Sで東京-秋田間を走破するという企画。
- 「Zで京都」- J's Tipoの特徴である忍耐企画の1つ。フェアレディZの後席に乗り、東京 - 京都間1000kmを一般道で走破するというもの。
- 「RX-7で広島」- 真夏に4人乗車のRX-7で東京 - 広島間を走破する企画。ルールはエアコンと窓開放禁止という内容であった。
- 「男4人、軽自動車で鳥取へ」- 全国一（当時）の軽自動車登録台数を誇る鳥取県に、軽自動車で男4人フル乗車で行くという企画。当誌史上、最も過酷な企画とも言われた。
- 「軽自動車耐久企画」- 軽自動車の耐久レース、K4GPに参戦するという企画。結果的にクラス優勝を遂げる。
- 「ジェイズアクセラ全国縦断」- マツダ・323のラリー仕様風のカラーリングを施したアクセラで全国を縦断するという企画。あらかじめ読者に場所と日時を通知しておいたにもかかわらず、人が集まった所と全く人が来なかった所とまちまちだった。
- 「富士チャンピオンレース参戦記」- 富士スピードウェイで開催されているアマチュアレース「富士チャンピオンレース」の、カローラアクシオGTクラスに参戦する企画。車両はTRDのデモカーを借用し、ゼッケンは本誌の発売日に合わせて「16」とした。開始直後に廃刊となったため、参戦期間は2009年の第4戦から最終戦までの3戦のみだった。

## 関連した人物

### 評論家
- 石川芳雄
- 片岡英明
- 河口まなぶ
- 熊倉重春
- 斉藤慎輔
- 島下泰久 - なぜか当誌では「ニセ自動車評論家」という扱いとなっていた
- 舘内端
- 千葉匠
- 森口将之

### ドライバー
- 木下隆之
- 砂子塾長

## 独特の用語
誌面上では、当誌内でしか通じない用語などが多数存在した。
- 「漢」- 「おとこ」と読む。男気のあるものに対して送られる称号。
- 「正座」- 特に若手編集部員がクルマのオーナーなどから教えを請う際は、正座と決まっていた
- 「モディファイ」- J's Tipoでは、クルマのチューニングをJ's Tipo独自のスタイルを追求するため、特に「モディファイ」と称した
- 「フェアレディ乙（おつ）」- フェアレディZの連載を開始するにあたり購入した個体が、当時としてはあまりの車輌価格の安さに偽者説が流れ、「フェアレディZ」ではなく「フェアレディ乙」と命名された。
- 「52000」- 上のフェアレディ乙と同じ理由で命名された、S2000の名前。